# Rockport (Utah)
Rockport je zaniklá obec v Weber Valley v ústí Three Mile Canyon v okresu Summit County v americkém státě Utah. Nachází se přibližně 6,5 km jižně od obce Wanship. Její vznik se datuje do roku 1860, v roce 1953 byla zatopena při výstavbě přehrady. Při posledním sčítání obyvatel v roce 1950 zde žilo 83 obyvatel.